# Bernd Eichwurzel
Bernd Eichwurzel (Oranienburg, 25 ottobre 1964) è un ex canottiere tedesco.

## Palmarès

### Olimpiadi
- 1 medaglia:
  - 1 oro (Seul 1988 nel quattro con)

### Mondiali
- 5 medaglie:
  - 3 ori (Nottingham 1986 nel quattro con; Copenaghen 1987 nel quattro con; Tasmania 1990 nel quattro con)
  - 1 argento (Duisburg 1983 nel quattro con)
  - 1 bronzo (Hazewinkel 1985 nel quattro con)